# Amt Barnim-Oderbruch
Amt Barnim-Oderbruch är ett kommunalförbund i Landkreis Märkisch-Oderland i förbundslandet Brandenburg i Tyskland. Amtet omger staden Wriezen, som också är säte för amtets administration trots att staden själv inte administrativt ingår i amtet. De sex ingående kommunerna har en total befolkning på 6 530 invånare (år 2013).

## Kommuner
Amtet bildades 1992 av sammanlagt 22 kommuner. Genom sammanslagningar och förändrade gränsdragningar är antalet kommuner sedan 2003 nere i sex: 
- Bliesdorf med Bliesdorf, Kunersdorf och Metzdorf
- Neulewin med Neulewin, Neulietzegöricke och Güstebieser Loose
- Neutrebbin med Altbarnim, Alttrebbin och Neutrebbin
- Oderaue med Altreetz, Mädewitz, Neuküstrinchen, Neureetz, Neurüdnitz, Wustrow (Altwustrow och Neuwustrow) och Zäckericker Loose
- Prötzel med Harnekop, Prädikow, Prötzel och Sternebeck
- Reichenow-Möglin med Möglin och Reichenow